# Fana
Fana és una ciutat i la seu de la "Comuna de Guegneka" a la regió de Koulikoro, a Mali; està situada al sud del país, a mig camí entre la capital, Bamako i la ciutat de Segou. La comuna té una població de vora 25.631 habitants.
Considerada la zona productiva més important de la "Compagnie malienne pour le développement du textile" (CMDT), Fana és la segona zona productora de cotó més important de Mali, rere de Koutiala. En l'any 2005, Fana acollí la quarta edició del "Forum des peuples", una manifestació maliana que aplega moviments anti-globalització d'arreu del món coincidint amb les reunions del G8.